# Kujō Morotaka
Kujō Morotaka (九条 師孝, 27 octobre 1688-15 août 1713), fils du régent Kujō Sukezane, est un noble de cour japonais (kugyō) de la période Edo (1603-1868). Sa consort est une fille d'Asano Tsunanaga, quatrième daimyo du domaine de Hiroshima. Lui et sa femme adoptent pour fils Kujō Yukinori, le frère cadet biologique de Morotaka.

## Source de la traduction
- (en) Cet article est partiellement ou en totalité issu de l’article de Wikipédia en anglais intitulé « Kujō Morotaka » (voir la liste des auteurs).